# آمنتوفلاون
آمنتوفلاون (به انگلیسی: Amentoflavone) با فرمول شیمیایی C30H18O10 یک ترکیب شیمیایی با شناسه پاب‌کم 3084101 است. که جرم مولی آن ۵۳۸٫۴۵ گرم بر مول می‌باشد. 